# كنيسة نهضة القداسة (الزيتون)
كنيسة نهضة القداسة بالزيتون هي إحدى كنائس نهضة القداسة في مصر والتي شهدت تأسيس طائفة الإصلاح في جمهوية مصر العربية.